# دون سمايلي
دون سمايلي هو لاعب هوكي الجليد كندي، ولد في 13 سبتمبر 1910 في تورونتو في كندا، وتوفي في 15 يونيو 1993.

## وصلات خارجية
- دون سمايلي على موقع دوري الهوكي الوطني (الإنجليزية)
- دون سمايلي على موقع EliteProspects.com (الإنجليزية)
- دون سمايلي على موقع HockeyDB.com (الإنجليزية)
- دون سمايلي على موقع Hockey-Reference.com (الإنجليزية)